# Benahal, Ron
Benahal là một làng thuộc tehsil Ron, huyện Gadag, bang Karnataka, Ấn Độ.